# Лауреаты Премии Правительства Российской Федерации в области науки и техники (2014)
Лауреаты Премии Правительства Российской Федерации в области науки и техники 2014 года — перечень награждённых государственной наградой Российской Федерации, присужденной 136 соискателям (в их числе 12 академиков и четыре члена-корреспондента Российской академии наук, 34 профессора, 45 докторов наук и 37 кандидатов наук) за достижения в науке и технике в 2014 году. Удостоены работы по энергетике, информатике, метрологии, разведке и добыче минеральных ресурсов, химии, медицине и экологии.
Постановлением Правительства от 24 октября 2013 года № 954 с 1 января 2014 года учреждены 20 ежегодных премий в области науки и техники, в том числе пять премий за работы в сфере обороны и безопасности, в размере 2 млн рублей каждая.
Лауреаты определены Распоряжением Правительства РФ от 26 февраля 2015 года № 303-р на основании решения Межведомственного совета по присуждению премий Правительства в области науки и техники.
Среди авторов работ представители 15 субъектов Федерации, в том числе Москвы, Санкт-Петербурга, Республики Татарстан, Краснодарского края, Ямало-Ненецкого автономного округа, Курской, Ленинградской, Московской и других областей.

## Легенда
Приводятся данные по премированной работе; фамилии лауреатов, их должность и место работы; номер абзаца в Постановлении

## Лауреаты
| номер | Лауреаты | Премированная работа |
| ----- | --- | --- |
| 1.    | Марковичу Дмитрию Марковичу, члену-корреспонденту Российской академии наук, доктору физико-математических наук, профессору, заместителю директора федерального государственного бюджетного учреждения науки Институт теплофизики им. С. С. Кутателадзе Сибирского отделения Российской академии наук, руководителю работы, Бильскому Артуру Валерьевичу, кандидату физико-математических наук, Наумову Игорю Владимировичу, доктору технических наук, доценту, старшим научным сотрудникам, Меледину Владимиру Генриевичу, доктору технических наук, профессору, главному научному сотруднику, — работникам того же учреждения; Борзову Сергею Михайловичу, кандидату технических наук, заведующему лабораторией федерального государственного бюджетного учреждения науки Институт автоматики и электрометрии Сибирского отделения Российской академии наук, Потатуркину Олегу Иосифовичу, доктору технических наук, профессору, заместителю директора того же учреждения; Плотникову Сергею Васильевичу, кандидату технических наук, директору общества с ограниченной ответственностью «Сибирский центр транспортных технологий»; Чугую Юрию Васильевичу, доктору технических наук, профессору, директору федерального государственного бюджетного учреждения науки Конструкторско-технологический институт научного приборостроения Сибирского отделения Российской академии наук; Пылеву Игорю Михайловичу, кандидату технических наук (посмертно) | за разработку научных основ, создание и внедрение оптико-информационных методов, систем и технологий бесконтактной диагностики динамических процессов для повышения эффективности и безопасности в энергетике, промышленности и на транспорте                   |
| 2.    | Михайлову Михаилу Николаевичу, первому заместителю директора — генеральному конструктору открытого акционерного общества «Ордена Ленина Научно-исследовательский и конструкторский институт энерготехники имени Н. А. Доллежаля», руководителю работы, Петрову Анатолию Александровичу, главному конструктору энергетических канальных реакторных установок — директору отделения, Слободчикову Алексею Владимировичу, начальнику лаборатории, Ухарову Сергею Григорьевичу, директору отделения, — работникам того же акционерного общества; Быстрикову Александру Анатольевичу, директору департамента открытого акционерного общества «Российский концерн по производству электрической и тепловой энергии на атомных станциях», Кудрявцеву Константину Германовичу, главному инженеру филиала «Ленинградская атомная станция», Ложникову Игорю Николаевичу, заместителю главного инженера того же филиала, Харахнину Сергею Николаевичу, начальнику цеха того же филиала, — работникам того же акционерного общества; Бурлакову Евгению Викторовичу, кандидату технических наук, руководителю отделения федерального государственного бюджетного учреждения "Национальный исследовательский центр «Курчатовский институт»; Дунаеву Вадиму Игоревичу, главному инженеру дивизиона закрытого акционерного общества «Диаконт» | за разработку и внедрение технологии восстановления работоспособности активных зон энергетических канальных уран-графитовых реакторов типа РБМК |
| 3.    | Савину Геннадию Ивановичу, академику, доктору физико-математических наук, профессору, директору федерального государственного бюджетного учреждения науки Межведомственный суперкомпьютерный центр Российской академии наук, руководителю работы, Жижченко Алексею Борисовичу, академику, Сотникову Александру Николаевичу, докторам физико-математических наук, профессорам, Шабанову Борису Михайловичу, кандидату технических наук, доценту, заместителям директора, — работникам того же учреждения; Бетелину Владимиру Борисовичу, академику, доктору физико-математических наук, профессору, директору федерального государственного бюджетного учреждения науки Научно-исследовательский институт системных исследований Российской академии наук; Четверушкину Борису Николаевичу, академику, доктору физико-математических наук, профессору, директору федерального государственного бюджетного учреждения науки Институт прикладной математики им. М. В. Келдыша Российской академии наук | за комплекс научных, технических, технологических и организационных решений для обеспечения суперкомпьютерными технологиями и информационными ресурсами научных исследований и инновационных разработок                                                         |
| 4.    | Раковичу Николаю Степановичу, заместителю генерального директора открытого акционерного общества «Швабе», руководителю работы; Андрееву Александру Геннадиевичу, кандидату технических наук, проректору федерального государственного бюджетного образовательного учреждения высшего профессионального образования "Московский государственный технологический университет «СТАНКИН», Григорьеву Сергею Николаевичу, доктору технических наук, профессору, ректору, Телешевскому Владимиру Ильичу, доктору технических наук, профессору, — работникам того же учреждения; Индукаеву Константину Васильевичу, директору по науке общества с ограниченной ответственностью «Лаборатории АМФОРА», Кольнеру Льву Семеновичу, главному конструктору, Осипову Павлу Альбертовичу, генеральному директору, — работникам того же общества с ограниченной ответственностью; Каширину Александру Ивановичу, управляющему директору по стратегии — начальнику департамента Государственной корпорации по содействию разработке, производству и экспорту высокотехнологичной промышленной продукции «Ростех»; Максину Сергею Валерьевичу, кандидату экономических наук, генеральному директору открытого акционерного общества «Производственное объединение „Уральский оптико-механический завод“ имени Э. С. Яламова»; Сергееву Игорю Константиновичу, кандидату технических наук, доценту федерального государственного бюджетного образовательного учреждения высшего профессионального образования «Московский государственный технический университет имени Н. Э. Баумана» | за разработку и промышленное производство лазерного интерференционно-модуляционного микроскопа и создание на его основе измерительно-информационного комплекса для измерений с нанометровой точностью структуры поверхности материалов и биологических объектов |
| 5.    | Меньшикову Сергею Николаевичу, кандидату экономических наук, генеральному директору общества с ограниченной ответственностью «Газпром добыча Надым», руководителю работы, Варягову Сергею Анатольевичу, доктору геолого-минералогических наук, профессору, заместителю генерального директора — главному геологу, Морозову Игорю Сергеевичу, кандидату технических наук, главному инженеру — первому заместителю генерального директора, — работникам того же общества с ограниченной ответственностью; Люгаю Дмитрию Владимировичу, доктору технических наук, начальнику департамента открытого акционерного общества «Газпром»; Крутикову Игорю Викторовичу, генеральному директору общества с ограниченной ответственностью «Газпром СПГ Владивосток»; Россинскому Андрею Георгиевичу, генеральному директору общества с ограниченной ответственностью «Газпром бурение»; Цыбульскому Павлу Геннадьевичу, кандидату технических наук, генеральному директору общества с ограниченной ответственностью «Научно-исследовательский институт природных газов и газовых технологий — Газпром ВНИИГАЗ»; Штолю Владимиру Филипповичу, кандидату технических наук, заместителю генерального директора общества с ограниченной ответственностью «ТюменНИИгипрогаз»; Якибчуку Михаилу Степановичу, президенту общества с ограниченной ответственностью «Стройгазконсалтинг» | за разработку и внедрение комплекса научно-технических решений при строительстве и вводе в эксплуатацию Бованенковского нефтегазоконденсатного месторождения |
| 6.    | Трубецкому Клименту Николаевичу, академику, доктору технических наук, профессору, главному научному сотруднику федерального государственного бюджетного учреждения науки Институт проблем комплексного освоения недр Российской академии наук, руководителю работы, Галченко Юрию Павловичу, доктору технических наук, профессору, ведущему научному сотруднику, Каплунову Давиду Рувимовичу, члену-корреспонденту Российской академии наук, доктору технических наук, профессору, главному научному сотруднику, Рыльниковой Марине Владимировне, доктору технических наук, профессору, заведующей отделом, — работникам того же учреждения; Лейзеровичу Серго Генриховичу, заведующему лабораторией открытого акционерного общества «Научно-исследовательский институт по проблемам Курской магнитной аномалии им. Л. Д. Шевякова»; Помельникову Игорю Ивановичу, кандидату технических наук, генеральному директору открытого акционерного общества «Рудпром»; Сидорчуку Владимиру Васильевичу, кандидату технических наук, первому заместителю управляющего директора открытого акционерного общества «Комбинат КМАруда», Томаеву Владимиру Кантемировичу, управляющему директору, Шокову Виктору Ильичу, заместителю главного инженера, — работникам того же акционерного общества | за разработку и крупномасштабное промышленное внедрение ресурсовоспроизводящих экологически сбалансированных геотехнологий комплексного освоения месторождений Курской магнитной аномалии                                                                       |
| 7.    | Готье Сергею Владимировичу, академику, доктору медицинских наук, профессору, директору федерального государственного бюджетного учреждения «Федеральный научный центр трансплантологии и искусственных органов имени академика В. И. Шумакова» Министерства здравоохранения Российской Федерации, руководителю работы, Захаревичу Вячеславу Мефодьевичу, доктору медицинских наук, главному научному сотруднику, Погребниченко Игорю Викторовичу, Шумакову Дмитрию Валерьевичу, члену-корреспонденту Российской академии наук, доктору медицинских наук, профессору, заведующим отделениями, Попцову Виталию Николаевичу, доктору медицинских наук, профессору, заместителю директора, Саитгарееву Ринату Шакирьяновичу, доктору медицинских наук, профессору, руководителю отдела, — работникам того же учреждения; Барбухатти Кириллу Олеговичу, доктору медицинских наук, заведующему отделением государственного бюджетного учреждения здравоохранения «Краевая клиническая больница № 1 имени профессора С. В. Очаповского» министерства здравоохранения Краснодарского края, Порханову Владимиру Алексеевичу, члену-корреспонденту Российской академии наук, доктору медицинских наук, профессору, главному врачу того же учреждения; Мининой Марине Геннадьевне, кандидату медицинских наук, заведующей Московским координационным центром органного донорства Департамента здравоохранения города Москвы государственного бюджетного учреждения здравоохранения города Москвы «Городская клиническая больница имени С. П. Боткина Департамента здравоохранения города Москвы»; Чернявскому Александру Михайловичу, доктору медицинских наук, профессору, руководителю Центра хирургии аорты, коронарных и периферических артерий федерального государственного бюджетного учреждения «Новосибирский научно-исследовательский институт патологии кровообращения имени академика Е. Н. Мешалкина» Министерства здравоохранения Российской Федерации | за разработку и внедрение в практику здравоохранения инновационных научно-технологических и организационных решений по повышению эффективности трансплантации сердца                                                                                            |
| 8.    | Алекяну Баграту Гегамовичу, академику, доктору медицинских наук, профессору, заведующему отделением федерального государственного бюджетного научного учреждения «Научный центр сердечно-сосудистой хирургии имени А. Н. Бакулева», руководителю работы, Григорьяну Ашоту Михайловичу, кандидату медицинских наук, младшему научному сотруднику, Пурсанову Манолису Георгиевичу, доктору медицинских наук, главному научному сотруднику, — работникам того же учреждения; Борисовой Наталии Александровне, доктору медицинских наук, профессору, заведующей кабинетом Санкт-Петербургского государственного бюджетного учреждения здравоохранения «Детская городская больница № 1»; Варваренко Виктору Ивановичу, кандидату медицинских наук, старшему научному сотруднику федерального государственного бюджетного научного учреждения «Научно-исследовательский институт кардиологии» | за разработку и внедрение в Российской Федерации инновационных эндоваскулярных технологий лечения новорожденных и детей с врожденными пороками сердца |
| 9.    | Глуховскому Владимиру Стефановичу, доктору технических наук, профессору, заведующему лабораторией Воронежского филиала федерального государственного унитарного предприятия «Ордена Ленина и ордена Трудового Красного Знамени научно-исследовательский институт синтетического каучука имени академика С. В. Лебедева», руководителю работы, Литвину Юрию Александровичу, Ситниковой Валентине Васильевне, кандидату химических наук, старшим научным сотрудникам, — работникам того же филиала того же предприятия; Авдеенко Николаю Александровичу, главному эксперту общества с ограниченной ответственностью «СИБУР»; Амирханову Ахтяму Талиповичу, директору завода по производству синтетического каучука публичного акционерного общества «Нижнекамскнефтехим», Бикмурзину Азату Шаукатовичу, генеральному директору, Сахабутдинову Анасу Гаптынуровичу, кандидату химических наук, главному технологу, Шепелину Владимиру Александровичу, кандидату химических наук, заместителю директора Научно-технологического центра, — работникам того же акционерного общества; Кирееву Вячеславу Васильевичу, доктору химических наук, профессору федерального государственного бюджетного образовательного учреждения высшего профессионального образования «Российский химико-технологический университет имени Д. И. Менделеева»; Рачинскому Алексею Владиславовичу, советнику по совершенствованию производства акционерного общества «Воронежский синтетический каучук» | за разработку и внедрение промышленных процессов получения каучуков анионной полимеризации |
| 10.   | Козлову Павлу Александровичу, доктору технических наук, профессору, начальнику инженерного центра открытого акционерного общества «Челябинский цинковый завод», руководителю работы, Головко Федору Павловичу, кандидату технических наук, Дегтярёву Александру Михайловичу, начальникам цехов, Затонскому Александру Валентиновичу, техническому директору, Паньшину Андрею Михайловичу, доктору технических наук, члену совета директоров, Решетникову Юрию Васильевичу, заместителю технического директора — начальнику отдела, Шакирзянову Ринату Мубаракзяновичу, генеральному директору, — работникам того же акционерного общества; Дюбанову Валерию Григорьевичу, кандидату технических наук, заведующему лабораторией федерального государственного бюджетного учреждения науки Института металлургии и материаловедения им. А. А. Байкова Российской академии наук; Селиванову Евгению Николаевичу, доктору технических наук, директору федерального государственного бюджетного учреждения науки Институт металлургии Уральского отделения Российской академии наук; Татаркину Александру Ивановичу, академику, доктору экономических наук, профессору, директору федерального государственного бюджетного учреждения науки Институт экономики Уральского отделения Российской академии наук | за разработку и промышленную реализацию комплексной и ресурсоэнергосберегающей технологии и аппаратуры для утилизации техногенных отходов чёрной и цветной металлургии с извлечением цинка, свинца, олова, меди и железа в товарные продукты                    |
| 11.   | Панковой Нине Владимировне, доктору экономических наук, профессору, ректору федерального государственного бюджетного образовательного учреждения высшего профессионального образования «Санкт-Петербургский государственный торгово-экономический университет», руководителю работы; Алексову Николаю Валентиновичу, президенту общества с ограниченной ответственностью "Объединенная управляющая Компания «Доминион», Куклиной Наталье Анатольевне, кандидату технических наук, доценту, начальнику отдела того же общества с ограниченной ответственностью; Андриановой Светлане Валентиновне, президенту закрытого акционерного общества "Компания «ФАРАДЕЙ»; Богомолову Владимиру Георгиевичу, кандидату экономических наук, доценту, исполнительному директору открытого акционерного общества «Центральный научно-исследовательский институт кожевенно-обувной промышленности»; Браславскому Виктору Александровичу, кандидату технических наук, доценту, заместителю главного инженера федерального государственного унитарного предприятия «Санкт-Петербургская фабрика ортопедической обуви» Министерства труда и социальной защиты Российской Федерации, Гиниятуллову Джамилю Расыховичу, кандидату экономических наук, директору того же предприятия; Рыбакову Александру Михайловичу, кандидату исторических наук, доктору делового администрирования, вице-президенту Торгово-промышленной палаты Российской Федерации; Шляеву Сергею Ивановичу, генеральному директору открытого акционерного общества "Научно-производственный комплекс «Научно-исследовательский институт дальней радиосвязи» | за разработку и промышленное освоение новых материалов и технологий для производства конкурентоспособной обуви специального назначения |
| 12.   | Червякову Леониду Михайловичу, доктору технических наук, профессору, первому проректору федерального государственного бюджетного образовательного учреждения высшего профессионального образования «Юго-Западный государственный университет», руководителю работы, Бурмаке Александру Александровичу, Костогрызову Андрею Ивановичу, докторам технических наук, профессорам, Георгиеву Милену Димитрову, кандидату технических наук, доценту, — работникам того же учреждения; Димитрову Димитьру Иванову, кандидату экономических наук, председателю совета директоров закрытого акционерного общества «Холдинговая Компания Макслевел»; Емельянову Сергею Владимировичу, главному инженеру общества с ограниченной ответственностью «Ремиконт», Левченко Анне Владимировне, инженеру-конструктору того же общества с ограниченной ответственностью; Кравцову Андрею Анатольевичу, директору общества с ограниченной ответственностью «Каменский завод газоиспользующего оборудования» | за комплекс обеспечения экологической безопасности на объектах газораспределения нефтегазовой отрасли |
| 13.   | Лисину Юрию Викторовичу, кандидату технических наук, первому вице-президенту открытого акционерного общества "Акционерная компания по транспорту нефти «Транснефть», руководителю работы, Сапсаю Алексею Николаевичу, вице-президенту, Сощенко Анатолию Евгеньевичу, доктору технических наук, доценту, начальнику управления, — работникам того же акционерного общества; Богатенкову Юрию Васильевичу, кандидату технических наук, генеральному директору открытого акционерного общества «Сибнефтепровод»; Бондаренко Валерию Вячеславовичу, кандидату технических наук, генеральному директору закрытого акционерного общества «КОНАР»; Зотову Михаилу Юрьевичу, начальнику отдела открытого акционерного общества «Институт по проектированию магистральных трубопроводов», Павлову Вячеславу Владимировичу, главному инженеру того же акционерного общества; Коргину Андрею Валентиновичу, доктору технических наук, профессору федерального государственного бюджетного образовательного учреждения высшего профессионального образования «Московский государственный строительный университет»; Михееву Юрию Борисовичу, главному специалисту общества с ограниченной ответственностью «Научно-исследовательский институт транспорта нефти и нефтепродуктов», Сурикову Виталию Ивановичу, заместителю генерального директора того же общества с ограниченной ответственностью | за разработку нового поколения строительных технологий и конструкций, их промышленное производство и внедрение на объектах магистрального трубопроводного транспорта в сложных геоклиматических условиях России                                                 |
| 14.   | Зубову Михаилу Геннадьевичу, кандидату технических наук, главному консультанту закрытого акционерного общества "Компания «ЭКОС», руководителю работы, Бояреневу Сергею Федоровичу, главному специалисту, Зубову Геннадию Михайловичу, кандидату технических наук, советнику генерального директора, Куликову Николаю Ивановичу, доктору технических наук, главному научному консультанту, Шрамову Юрию Михайловичу, заместителю генерального директора, — работникам того же акционерного общества; Литти Юрию Владимировичу, кандидату биологических наук, младшему научному сотруднику федерального государственного бюджетного учреждения науки Институт микробиологии им. С. Н. Виноградского Российской академии наук, Некрасовой Валерии Куртовне, научному сотруднику, Ножевниковой Алле Николаевне, доктору биологических наук, заведующей лабораторией, — работникам того же учреждения; Заварзину Георгию Александровичу, академику, доктору биологических наук, профессору (посмертно) | за научное обоснование, разработку и внедрение в практику новой биотехнологии очистки сточных вод с иммобилизацией активного микробного ила и эффективным удалением азота с участием анаммокс-бактерий                                                          |
| 15.   | Гончаренко Леониду Григорьевичу, заместителю начальника конструкторского бюро — заместителю главного конструктора по направлению открытого акционерного общества "Научно-производственное объединение «Базальт», руководителю работы, Иртуганову Станиславу Хакимовичу, ведущему инженеру — конструктору, Рыжкову Игорю Викторовичу, начальнику отделения — главному технологу, Сидорову Павлу Михайловичу, Харламову Евгению Алексеевичу, начальникам отделов, — работникам того же акционерного общества; Федорову Виктору Николаевичу, кандидату технических наук, начальнику отдела — главному конструктору направления открытого акционерного общества «Научно-исследовательский технологический институт имени П. И. Снегирева»; Хараськину Владимиру Петровичу, генеральному директору открытого акционерного общества "Химический завод «Планта» | за комплект гранатометного вооружения нового поколения. |